# Cielo cinese
Cielo cinese (China sky) è un romanzo del 1941 scritto da Pearl S. Buck.
Dall'opera venne tratto il film I falchi del fiume giallo, diretto da Ray Enright nel 1945.

## Trama
Il romanzo è ambientato durante la seconda guerra cino-giapponese (1937-1941)
Nell'ospedale di una città cinese una dottoressa americana, Sara, si prodiga ad assistere e curare i pazienti, dirigendoli al rifugio durante i bombardamenti. Il medico responsabile dell'ospedale, Gray, di cui Sara è segretamente innamorata, le manda un telegramma dagli Stati Uniti, dove si è recato per raccogliere fondi, comunicando il suo matrimonio e incaricandola  di preparargli un appartamento per sé e per la moglie. Al suo ritorno riprende il lavoro in comune mentre la moglie, insoddisfatta e impaurita per il pericolo dei bombardamenti, dà segni di insofferenza.
Viene portato in ospedale, da un cinese capo della resistenza, un giapponese ferito e Sara lo opera promettendo al cinese che, appena sarà guarito lo riconsegnerà.
La moglie di Gray fa amicizia con un medico cinese, Chung, molto ambiguo nel comportamento. Questi si mette d'accordo con il prigioniero giapponese per trattenerlo il più possibile in ospedale e convince la moglie di Gray a inviare messaggi che forniscono informazioni sulle truppe cinesi e gli obiettivi da bombardare. In cambio l'ospedale sarà risparmiato.
Un'infermiera, sedotta da Chung e abbandonata, si vendica rivelando il complotto. Chang viene ucciso dal prigioniero giapponese e questo viene riconsegnato al comandante cinese. Gray, scoperto il ruolo della moglie nell'accaduto, deve confessare a sé stesso di non avere niente in comune con lei e di amare Sara. Il libro termina con il bombardamento dell'ospedale. È una prova che non ci sono più traditori e un invito alla speranza.

## Edizioni
- Pearl S. Buck, China Sky, John Day Company, 1941.